# Sport en Isère
Le sport en Isère tient une place essentielle dans la vie des habitants du département comme le montre le nombre de personnes licenciées dans les quelque 3 000 clubs isérois. Plusieurs facteurs peuvent expliquer ce phénomène : une tradition sportive ancienne, un rôle prépondérant dans l'organisation du sport moderne, surtout en matière de glisse, une grande variété de disciplines pratiquées à haut niveau, et une politique sportive au niveau du département contribuent donc à expliquer que près de 15 % de la population iséroise est licenciée dans au moins une Fédération sportive alors que la moyenne nationale est de 14,2 %. Cette politique sportive du département s'appuie aussi sur l'équipement des associations et des communes afin d'aider et de conditionner le développement de l'activité sportive.

## Histoire

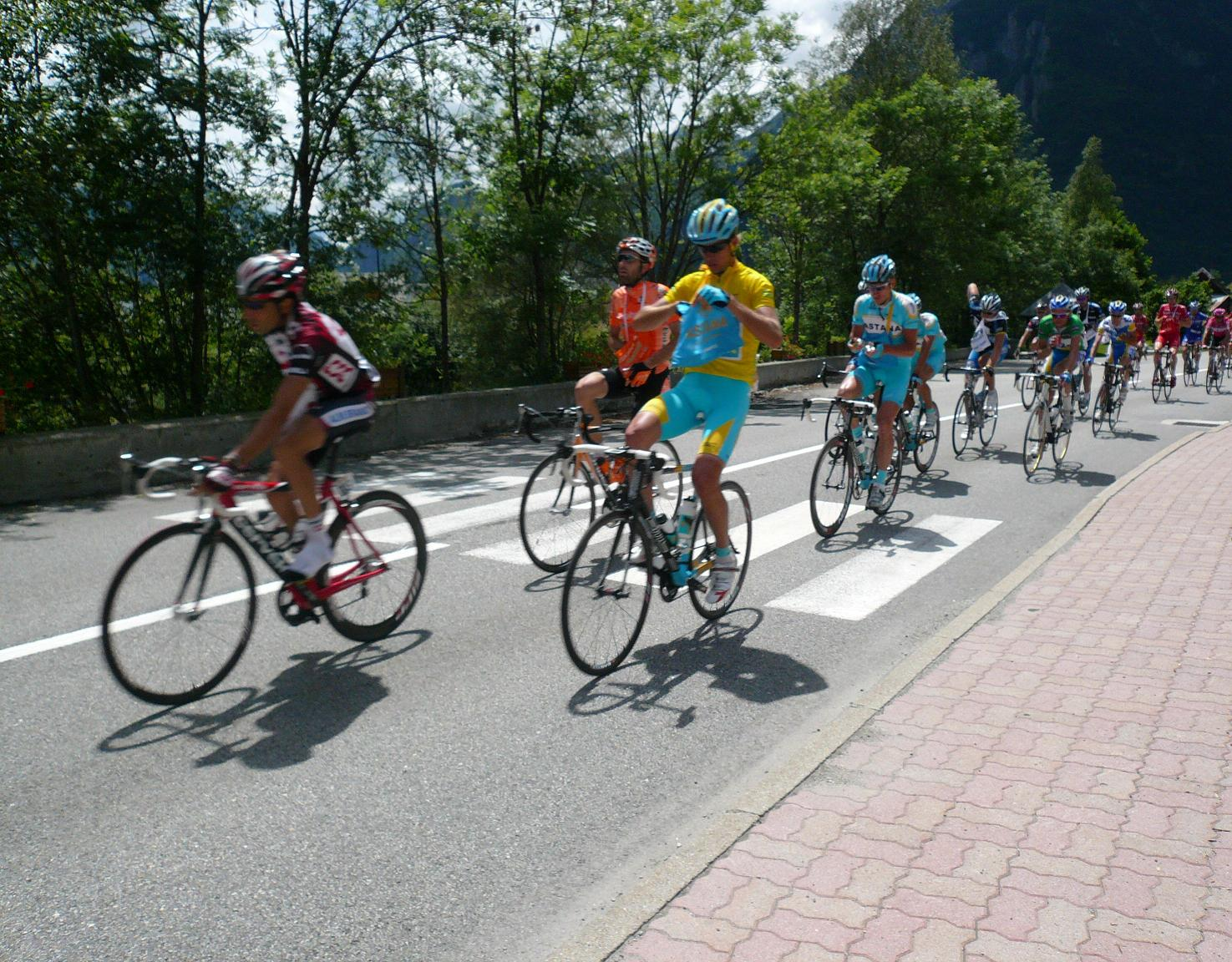
Peloton du Critérium du Dauphiné Libéré à Allemont

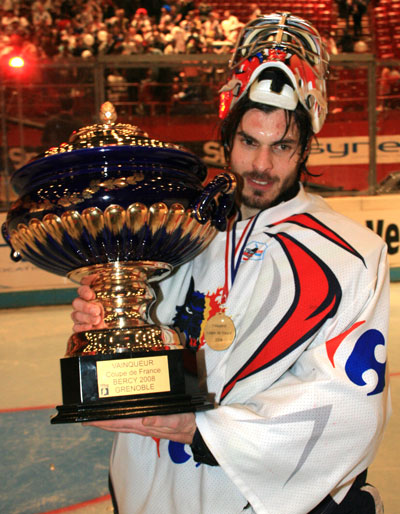

Le département de l’Isère fort de son relief fut un terrain propice à la naissance des sports d’hiver et c’est ainsi qu’en 1878 Henri Duhamel, qui était un alpiniste accompli, revint dans le département après être allé visiter l’exposition universelle de Paris. Il y découvrit « les patins à neige » présentés par un Norvégien et d'après ses dires la même année il dévala, grâce à ses patins, les pentes de Chamrousse faisant de lui un des précurseurs du ski alpin en France et ouvrant la porte des sports d’hiver.
Mais les sports de glisse ne sont pas les seuls à arriver en cette fin du XIXe siècle en Isère et c’est en 1892, année du premier Championnat de France de rugby, que l’Isère vit la naissance d’un de ces premiers clubs de sport collectif, ancêtre du Football Club Grenoble Rugby via l’association athlétique du Lycée, créée sous l'impulsion de jeunes gens du Lycée Champollion. D'autres associations voient ensuite le jour : le Cercle sportif (1896), puis le Stade grenoblois (1897, par d’anciens lycéens) qui domina notamment le rugby de la région et qui, peu après, participa à la fondation du comité des Alpes. L’année 1897 fit aussi apparaître le rugby sur les terres berjaliennes grâce à un nommé Fischer, jeune fils d’un notaire, de retour d’Angleterre, qui proposa quelques parties à ses condisciples du collège de la ville mais ce n’est qu’en 1906 que fut déclaré officiellement le « Club Sportif Bergusien ».
La capitale des Alpes connut aussi dans les années 1890 la naissance d'un autre de ses plus anciens clubs, qu'est l'Aviron grenoblois. Fondé en 1893 par quelques amateurs de sports nautiques, il ne comptait à son départ que deux yoles de mer d'occasion qui restèrent en activité dans le club jusqu'en 1919. À partir de cette date Paul Feltrin, industriel lyonnais, s'occupa de l'entraînement et organisa une tombola qui finança l'amélioration des infrastructures de l'aviron grenoblois. Du départ de Feltrin en 1930 jusqu'à 1932 le club fut mal géré, mais il fut repris en main par Raoul Civet, avocat, qui améliora la gestion mais mourut en 1939 dans un accident. Interrompue par la guerre, l'activité reprit en 1941. Georges Rozier, ingénieur au service des Ponts-et-Chaussées entreprit la modernisation du club, mais ne parvint pas à accroître les effectifs. Le club décida alors de se doter d'un directeur sportif et choisit Robert Forney en 1955. Son arrivée entraîna l'augmentation du niveau sportif et les premiers succès. En 1959 le club remporta la coupe des provinces françaises. Entre 1997 et 2002, l'aviron grenoblois termina premier du classement général français et du classement féminin. Depuis il continue à se maintenir parmi les meilleurs clubs français.
L’épopée des sports d’hiver continua en février 1936 avec Charles Rossat (menuisier) qui installa au col de Porte le premier « monte-pente pour skieurs » de la région. Parallèlement, Jean Pomagalski (ingénieur et entrepreneur d'origine polonaise), mit en service son premier téléski à perches à L'Alpe d'Huez. La station de Chamrousse construite après la seconde guerre mondiale à l'initiative du département de l'Isère, a ainsi pu profiter de ces nouvelles technologies, la station se limitait au départ au Recoin puis lors des jeux olympiques d'hiver de 1968 à Grenoble la station fut étendue au site de Roche-Béranger.
L'année 1947, annonce la création du Critérium du Dauphiné libéré, course cycliste par étapes créée par Georges Cazeneuve qui est de nos jours considérée par les coureurs comme une préparation au Tour de France du fait de son déroulement au mois de juin sur une semaine, précédant le Grande Boucle de quelques semaines, et de sa difficulté liée au parcours montagneux et l'accession de grands cols et d'arrivées en altitude. Quelques-uns des plus grands noms du cyclisme ont inscrit leurs noms au palmarès de cette épreuve: Louison Bobet, Jacques Anquetil, Raymond Poulidor, Luis Ocaña, Eddy Merckx, Bernard Thévenet, Bernard Hinault, Luis Herrera, Charly Mottet, Miguel Indurain et plus récemment Alexandre Vinokourov, Alejandro Valverde et Lance Armstrong.
Les Xe Jeux olympiques d'hiver ont eu lieu à Grenoble entre le 6 et le 18 février 1968. C'était la deuxième fois que la France accueillait cet évènement après les Jeux olympiques d'hiver de 1924 de Chamonix. Ces jeux de 1968 virent quelques nouveautés ; ainsi apparut pour cette occasion la première mascotte de l'histoire des Jeux avec Schuss le skieur, bien que non officiel. L'idée sera ensuite reprise par la suite pour chaque Jeux olympiques. Les J.O. de Grenoble seront aussi l'occasion d'innover côté média, avec pour la première fois dans l'histoire des J.O., des images télévisées en couleur. C'est l'ORTF qui s'occupa de la retransmission des Jeux, qui rassemblèrent plus de 500 millions de téléspectateurs qui ainsi purent voir Jean-Claude Killy devenir un héros national en s'imposant dans les trois disciplines de ski alpin (égalisant du même coup la performance réalisée par l'Autrichien Toni Sailer en 1956.
L'organisation de ces J.O., fut aussi l'occasion pour Grenoble de profiter d'un certain nombre d’aménagements sportifs avec la construction du Palais des Sports, de la patinoire Clemenceau (devenue Halle Clemenceau). Les stations de ski environnantes bénéficièrent de nouvelles routes et surtout de pistes de ski de fond ou de descente, encore utilisées de nos jours.

## Organisation du sport en Isère
Le sport en Isère est organisé, à l'image de celle du pays, de façon pyramidale. Le ministère de la Jeunesse et des Sports couvre l'ensemble du phénomène sportif français et délègue à des fédérations l'organisation effective de chaque discipline. Le Comité national olympique et sportif français (CNOSF) assure pour sa part le lien entre les autorités politiques, les fédérations sportives et le Comité international olympique. Il est représenté dans le département par le comité départemental olympique et sportif de l'Isère (CDOS Isère) dont les missions sont, comme pour le CNOSF, de représenter le mouvement sportif auprès des pouvoirs publics, Direction Départementales de la Jeunesse et des Sports de l'Isère (DDJS) et le conseil général du département. Parmi les autres objectifs du CDOS se trouvent la promotion de la pratique sportive, la contribution à la défense du patrimoine sportif isérois...

## Sport scolaire et universitaire
Au niveau scolaire, l'Isère possédait (en 2007) 154 établissements affiliés à l’UNSS dont 99 collèges, 35 lycées, 19 lycées professionnels et 1 autre établissement. Le nombre d’élèves scolarisés en 2007 était de 43 612 garçons et 43308 filles (soit un total de 86920 élèves), et le nombre de licenciés à l'UNSS Isère était de 11475 garçons (soit 26,3 % des garçons), 8006 filles (soit 18,5 % des filles), élevant à 22,41 % le nombre des élèves possédant une licence en Isère contre 20,69 % au niveau national. Les activités proposées au sein de l'UNSS Isère sont reparties dans différentes pôles, parmi lesquels se trouvent les pôles : Activités Physiques Artistique (Danse), Activités Physiques de Pleine Nature (escalade, snowboard, VTT...), Sports Collectifs (football, rugby à XV...) etc.
Au niveau universitaire, le Comité Régional du Sport Universitaire (CRSU) de Grenoble gère l'organisation de la compétition sportive. Le CRSU est l'antenne régionale de la Fédération Française du Sport Universitaire (FFSU). Sur le campus grenoblois, plus de 3500 étudiants font du sport en compétition alors que plus de 20000 pratiquent dans le cadre de leurs études. En 2016/2017, les AS des Universités (Université Grenoble Alpes) et Grandes Écoles (Grenoble INP, Sciences Po Grenoble) ont remporté plus de 80 médailles lors des championnats de France universitaires. L'UGA a également brillé lors des Universiades d'hiver.

## Formation des sportifs de haut niveau
Pour répondre à ce besoins qu'est l’entraînement et la formation des sportifs de haut niveau, la ville de Voiron accueille sur son territoire un des deux sites du CREPS Rhône-Alpes dont les missions sont de proposer des formations dans le domaine du sport et de l’animation, d'accompagner la performance et la formation des sportifs de haut niveau, d'aider au développement des projets sportifs...

## Clubs et sportifs isérois par discipline

### Aviron
- Clubs : Association Sportive de Fontaine Aviron - Aviron grenoblois - Club d‘Aviron du Sud Gresivaudan - L'Aviron du Lac Bleu - Aviron Club De Sassenage Isère
- Personnalités : Xavier Dorfman

### Bando
- Personnalités : Marc Apelé - Jean-Roger Callière - Jean-Marc Girard

### Baseball
- Clubs : Grizzlys de Grenoble

### Basket-ball
- Clubs : Étoile de Voiron Basket Féminin -
- Personnalités : Vincent Masingue -

### Biathlon
- Clubs : Club OmniSports des 7 Laux
- Personnalités : Marie Dorin - Anne Floriet - Raphaël Poirée - Julien Robert

### Bobsleig
- Personnalités : Emmanuel Hostache - Thibault Giroud

### Boule lyonnaise
- Clubs : AS Boules Pont-de-Claix - La lyonnaise vifoise

### Boxe
- Personnalités : Brahim Asloum - Myriam Chomaz - Mohamed Samoudi
- Clubs : Ring berjallien

### Canoë-kayak
- Clubs : Canoë-kayak du Breda - Club de canoë-kayak de Vienne - Club nautique de La Platière - Grenoble Alpes canoë-kayak - Romanche Eau d'Olle canoë-kayak

### Cyclisme
- Personnalités : Jérôme Neuville
- Compétitions : Critérium du Dauphiné libéré - Six jours de Grenoble

### Équitation
- Personnalités : Cédric Lyard

### Escalade
- Personnalités : Sylvain Chapelle - Daniel Du Lac

### Escrime
- Clubs : Belledonne Escrime (Champ-pres-Froges) - AS Fontaine Escrime - GUC Escrime (Grenoble) - Meylan Escrime - Cercle d'Escrime de Moirans - Parmentier (Grenoble) - La Rapière (Grenoble) - Cercle d'Escrime de Saint-Marcellin - Seyssins Escrime - Varces Escrime - ASVilleFontaine Escrime

### Football
- Personnalités : Ruben Aguilar - Denis Bauda - Jean Djorkaeff - Jonathan Tinhan - Jean-Philippe Séchet- Olivier Giroud
- Clubs : Grenoble Foot 38

### Gymnastique
- Clubs : Trampoline club du Dauphiné

### Handball
- Clubs : Amicale laïque d'Échirolles - AL Voiron - CS Bourgoin-Jallieu (handball) - Grenoble-Saint-Martin-d'Hères GUC Handball - HC Eybens - Meylan Handball - US Saint-Egrève
- Personnalités : Véronique Rolland-Pecqueux - Stéphane Stoecklin

### Hapkido
- Club : Seon Bi Kwan

### Hockey sur glace
- Clubs : Les Brûleurs de Loups - Les Ours de Villard-de-Lans - Les Yétis de L’Alpe-d’Huez - Hockey club de Chamrousse.
- Personnalités : Benoît Bachelet - Jean-François Bonnard - Cristobal Huet - Laurent Meunier - Alexandre Texier - Teddy Trabichet - Philippe Treille - Sacha Treille - Yorick Treille...

### Hockey sur gazon
- Clubs : Hockey Club Grenoble - Hockey Club Veurey Noyarey - Hockey Club Luzinay Sevenne

### Hockey subaquatique
- Clubs : Club d'Activité Subaquatique de Moirans

### Karaté
- Instances fédérales : Comité Départemental de l'Isère de Karaté
- Clubs : Karaté Grenoble Hoche -  Shin Do Karaté - Karaté Club Pontois - Grenoble Karaté Academy - Karaté Club de Cras - Shotokan Karaté Club du Dauphiné - Forme Karaté Martial - Academic' Karaté Voiron - Association Sportive de Fontaine, section karaté - Union Sportive de Jarry Champ, section karaté

- Personnalités : Tiffany Fanjat - Rémi Martorana

### Rugby à XV
- Personnalités : Louis Bielle-Biarrey - Julien Bonnaire - Christian Boujet - Jacques Bouquet - Benjamin Boyet - Renaud Boyoud - Ange Capuozzo - Marc Cécillon - Claude Chenevay - Vincent Clerc - Yann David - Jean-François Coux - Yann Delaigue - Alexandre Dumoulin - Stéphane Glas - Killian Geraci - Thomas Jolmes - Alain Lorieux - Lionel Mallier - Xavier Mignot - André Morel - Julien Puricelli...
- Clubs :
  - Le FC Grenoble et le CS Vienne ont remporté le Championnat de France.
  - Le CS Bourgoin-Jallieu a remporté la Challenge Cup.
  - Le SO Voiron a également déjà évolué en élite dans le Championnat de France.

#### Scandale

##### La finale 1993 Grenoble-Castres
- Article détaillé : Finale : Grenoble-Castres[8]

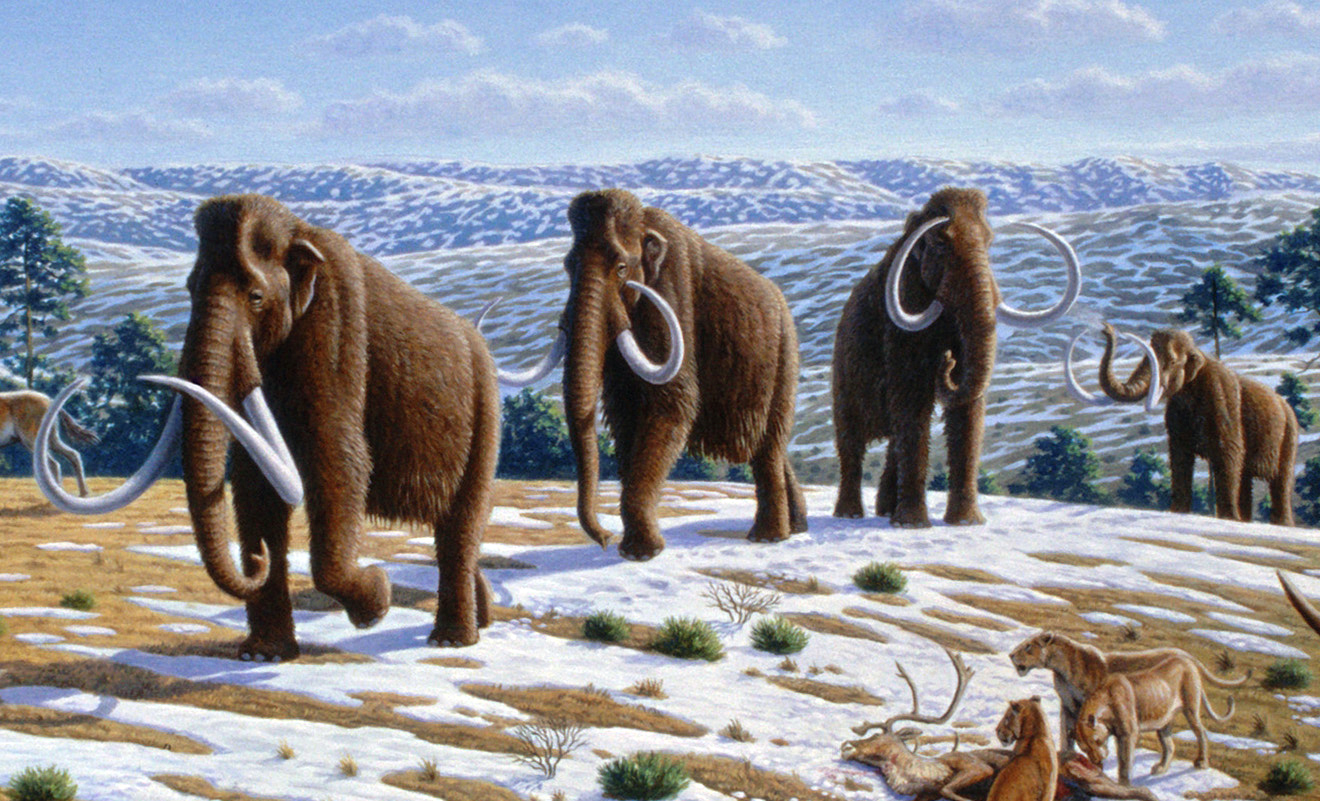
Les Mammouths de Grenoble étaient d’après Olivier Merle l’un des plus gros paquets d’avants du monde.

En 1991, lorsque Jacques Fouroux tente un putsch contre Albert Ferrasse, Bernard Lapasset se range du côté de celui qui lui a tout appris et en sera récompensé en étant nommé président de la FFR, le 14 décembre 1991.
Mais en 1993, Jacques Fouroux est candidat à la présidence de la FFR en concurrence justement avec le président sortant Bernard Lapasset.
La semaine entre la demi et la finale du FC Grenoble est marquée par une polémique. Bernard Lapasset, président de la FFR (et ancien adversaire de Fouroux pour ce poste), fustige ainsi l'arbitrage de M.Thomas sur le passage à vide des avants Grenoblois.
Le camp grenoblois se plaint lui d'un essai de pénalité refusé pour une mêlée écroulée sur sa ligne de but par les Agenais‌ et s’étonne que, pour pouvoir assister aux deux demi-finales, le président Lapasset ait utilisé le jet privé du Castres olympique leur futur adversaire en finale.
Jacques Fouroux en conflit avec la Fédération se méfie donc de l’arbitrage déjà avant cette finale et va vite crier au complot la semaine suivante car la finale va tourner au scandale, avec une polémique sur l'arbitrage, en effet un essai d'Olivier Brouzet est refusé aux Grenoblois et l'essai décisif de Gary Whetton est accordé par Daniel Salles, l'arbitre de la rencontre, sans consulter son arbitre de touche alors que le grenoblois Franck Hueber a aplati au préalable le ballon dans son en-but, privant ainsi les Grenoblois du titre.
Fouroux en conflit avec la Fédération crie au complot.
Après la rencontre, à la question : « Comment avez-vous trouvé cette finale ? », Jacques Fouroux répond alors : « Salles. Très Salles ». « Mais c'est difficile pour Monsieur Salles, qui est d'Agen ne l'oublions pas et choisi par Ferrasse et Lapasset qui sont d'Agen et ne sont pas mes amis comme on le sait ».
La photo de Franck Hueber aplatissant le ballon dans l'en-but grenoblois fera la une du quotidien sportif L'Équipe intitulé « Il n'y avait pas essai ! » trois jours plus tard.
Les Grenoblois sont alors très virulent à l'égard de l'arbitre et surtout de la FFR et notamment Fouroux. Par la suite, le FC Grenoble ne dépose pas réclamation au sujet de l'arbitrage auprès de la Fédération française de rugby.
Jacques Fouroux déclare alors : « Nous sommes champions de France du fair-play ».
Selon l'entraîneur Grenoblois Michel Ringeval, l’arbitrage de la finale était tourné délibérément contre Grenoble et contre son manager Jacques Fourroux car il était candidat à la présidence de la fédération et cela a selon lui influencé beaucoup de choses. Michel Ringeval déclarera également plus tard : « Jean Liénard, dont j’étais le successeur, était venu me voir. La veille s’était tenue une réunion où un arbitre lui avait dit : « Jean, vous ne pouvez pas gagner cette finale. » Il avait été décidé que nous jouions nos mauls de façon illicite. Pourquoi ? Un quart de siècle plus tard, je l’ignore toujours... Toujours est-il qu’en finale, au bout de dix minutes, j’ai compris ce qui se passait... ».
Pour le troisième ligne et capitaine du FC Grenoble Hervé Chaffardon, les Mammouths de Grenoble méritaient de gagner ce titre de champion de France 1993.
Pour le deuxième ligne du FC Grenoble Olivier Merle cette finale est l'un des plus gros scandales du rugby français.
L'arbitre ne reconnaît alors que treize ans plus tard qu'il a commis une faute d'arbitrage ce jour-là.
En 2006, lorsqu’il a sorti ses mémoires, Daniel Salles avoue alors avoir été sous l’influence des supporters du SU Agen dont leur club a été éliminé par le FC Grenoble en demi-finale. Les agenais se plaignaient du jeu des isérois et l’arbitre est justement originaire du Lot-et-Garonne.
Mais Daniel Salles dit toujours n’avoir jamais reçu de consignes.
L'arrière Cyril Savy déclare plus tard : « Avec le recul, ce fut une erreur de se focaliser sur ce fait de jeu. Une mauvaise décision peut toujours arriver. Mais la réalité était plus insidieuse : c'est toute la rencontre qui avait été dirigée à charge contre nous. L’action de l'essai n’est rien par rapport à ce qui s’est passé tout au long de la partie. ».

### Saut à ski
- Personnalités : David Lazzaroni

### Ski acrobatique
- Personnalités : Guilbaut Colas - Marion Josserand - Nano Pourtier

### Ski alpin
- Personnalités : Sandrine Aubert - Pierrick Bourgeat - Florence Masnada - Carole Montillet - Laure Pequegnot - Fabienne Serrat
- Clubs : Ski Club des Deux Alpes

### Ski de fond
- Compétitions : Foulée blanche

### Snowboard
- Personnalités : Sophie Rodriguez

### Sports mécaniques
- Personnalités : René Arnoux

### Tennis de table
- Clubs : Tennis de Table du Grésivaudan - Amicale laïque d'Échirolles

### Tir à l'arc
- Clubs : Les archers du château d’Eybens - Les archers murois

### Touch rugby
- Comité de l'Isère
- Clubs : ASPTT Montbonnot - Saint-Martin-d'Uriage

### Volley-ball
- Clubs : Entente sportive Meylan - La Tronche (ESMT) - Grenoble Volley Université Club - US Saint-Egrève Volley-Ball - UA Seyssins Volley-Ball